# Aarsdale Mølle
De Aarsdale Mølle is een molen in het Deense Aarsdale, Bornholm. De twintig meter hoge molen is gebouwd in 1877.
Het naast gelegen pakhuis is in 1904 opgeleverd. In 1919 kreeg de molen zelfkruiing. Tussen 1919-21 werd zelfzwichting aangebracht. Van 1877 tot 2003 werd de molen gebruikt om meel te malen. Voor windstille periodes had men de beschikking over een hulpmotor, een Buch-diesel ééncilinder uit 1934. In 1960 kreeg de molen een beschermde status.
De molen wordt sinds 2003 niet meer gebruikt om meel te malen en is onderdeel van een steenhouwerij met winkel en kan tegen betaling worden bezichtigd. De molen draait nog regelmatig.